# WOMAN (鈴木聖美 with Rats&Starのアルバム)
『WOMAN』（ウーマン）は、1987年5月2日に発売された鈴木聖美 with Rats&Starの1枚目のオリジナル・アルバム。

## 概要
1985年以降アルバムをリリースせず、メンバーの個人活動が多くなっていたラッツ&スターが、鈴木雅之の実姉である鈴木聖美のデビューをサポートした。

## 再発盤
1991年（廃盤）、1995年（CD選書盤）、2013年（Blu-SpecCD2仕様）の3度行われている。

## 収録曲
| 全編曲: 村松邦男・鈴木雅之。 |                            |            |           |       |
| #                            | タイトル                   | 作詞       | 作曲      | 時間  |
| 1.                           | 「シンデレラ・リバティ」   | 三浦百恵   | Annie     | 4:09  |
| 2.                           | 「ロンリー・チャップリン」 | 岡田ふみ子 | 鈴木雅之  | 4:47  |
| 3.                           | 「Dancin' Doll」           | 岡田ふみ子 | 和泉常寛  | 4:35  |
| 4.                           | 「TAXI」                   | 岡田ふみ子 | 井上大輔  | 4:38  |
| 5.                           | 「Darlin'」                | 岡田ふみ子 | 鈴木雅之  | 4:22  |
| 合計時間:                    | 合計時間:                  | 合計時間:  | 合計時間: | 22:31 |

| #         | タイトル            | 作詞              | 作曲      | 編曲               | 時間  |
| --------- | ------------------- | ----------------- | --------- | ------------------ | ----- |
| 6.        | 「Chu-Chu-Chu」     | 岡田ふみ子        | 野田晴稔  | 村松邦男・鈴木雅之 | 3:39  |
| 7.        | 「Hero」            | 岡田ふみ子        | 中崎英也  | 伊藤銀次・鈴木雅之 | 4:29  |
| 8.        | 「Let Me Cry」      | 岡田ふみ子        | 伊藤銀次  | 伊藤銀次・鈴木雅之 | 4:30  |
| 9.        | 「Jail House 天国」 | 岡田ふみ子        | 伊藤銀次  | 伊藤銀次・鈴木雅之 | 4:35  |
| 10.       | 「Only You」        | Annie・岡田ふみ子 | Annie     | 伊藤銀次・鈴木雅之 | 4:55  |
| 合計時間: | 合計時間:           | 合計時間:         | 合計時間: | 合計時間:          | 22:08 |

## 曲解説
1. シンデレラ・リバティ
  - 先行シングル。
  - 日本テレビ系ドラマ『H' for MEN H'END 24』主題歌[1]
2. ロンリー・チャップリン
  - その後、シングルカット。アルバムの表記では「・」が入る。
  - 銀座ジュエリーマキ CMソング
3. DANCIN' DOLL
4. TAXI
  - その後、シングルカット。
5. Darlin'
  - 「シンデレラ・リバティ」のB面
6. CHU-CHU-CHU
7. HERO
8. LET ME CRY
9. Jail House天国
  - 「TAXI」のB面
10. ONLY YOU